# The Neighborhood
The Neighborhood este un serial de televiziune american sitcom, creat de Jim Reynolds, care a avut premiera pe 1 octombrie 2018, pe CBS. Povestea este cea a unei familii albe midwestern care încearcă să se adapteze mutării într-un cartier predominant afro-american din Los Angeles. În rolurile principale joacă Cedric the Entertainer, Max Greenfield, Sheaun McKinney, Marcel Spears, Hank Greenspan, Tichina Arnold și Beth Behrs. Pe 25 ianuarie 2019, a fost anunțat că CBS a reînnoit serialul pentru un al doilea sezon.

## Premiză
The Neighborhood se învârte în jurul „celui mai de treabă tip din Midwest care se mută împreună cu familia într-un cartier dur din L.A., unde nu toată lumea apreciază spiritul lui extrem de prietenos. Printre aceștia se numără și noul lor vecin, Calvin”.

## Distribuție

### Personaje principale
- Cedric the Entertainer drept Calvin Butler
- Max Greenfield ca Dave Johnson
- Sheaun McKinney ca Malcolm Butler
- Marcel Spears ca Martin „Marty” Lawrence Butler
- Hank Greenspan ca Grover Johnson
- Tichina Arnold ca Tina Butler
- Beth Behrs ca Gemma Johnson

### Personaje recurente
- Malik S. ca Trey

### Personaje invitate
- Maurice LaMarche ca HandyRandy79
- Gary Anthony Williams ca Ernie
- Juliette Goglia ca Meadow
- Earthquake ca Que
- Marilu Henner ca Paula
- Alexandra Chando ca Chloe
- Jeris Lee Poindexter ca Tommy
- Mandell Maughan ca Lyndsey
- Jim Meskimen ca Dr. Bancroft
- Marla Gibbs ca Miss Simpson
- Josh Brener ca Trevor

## Producție
Pe 27 septembrie 2017, a fost anunțat că CBS a oferit un angajament de producție a unui episod pilot, atunci sub numele de Here Comes the Neighborhood. Episodul pilot a fost scris de Jim Reynolds, care a fost numit producător executiv alături de Aaron Kaplan, Dana Honor și Wendi Trilling. Companiile de producție implicate în pilot sunt Kapital Entertainment, CBS Television Studios și Trill Television. Pe 26 ianuarie 2018, serialul a primit oficial o comandă de pilot. Pe 9 februarie 2018, a fost anunțat că James Burrows va regiza episodul pilot.
Pe 9 mai 2018, a fost anunțat că CBS a comandat producția unui sezon, acum intitulat Welcome to the Neighborhood. Câteva zile mai târziu, a fost anunțat că titlul a fost schimbat în The Neighborhood. O zi după aceea, s-a anunțat că serialul va avea premiera în toamna anului 2018 și va fi difuzat în zilele de luni la ora 8:00 p.m. Pe 9 iulie 2018, a fost anunțat că seria va avea premiera pe 1 octombrie 2018. Pe 19 octombrie 2018, a fost anunțat că CBS a comandat nouă episoade suplimentare în serial, lungind primul sezon până la un total de 22 de episoade. Pe 25 ianuarie 2019, CBS a reînnoit serialul pentru un al doilea sezon.

### Distribuție
În martie 2018, a fost anunțat că Sheaun McKinney, Marcel Spears, Cedric the Entertainer, Josh Lawson, Tichina Arnold s-au alăturat episodului pilot. Pe 4 aprilie 2018, a fost anunțat că Dreama Walker s-a alăturat distribuției în rol principal. Pe 15 mai 2018, a fost anunțat că Max Greenfield l-a înlocuit pe Lawson în rolul lui Dave Johnson. Pe 11 iunie 2018, a fost anunțat că Beth Behrs a înlocuit-o pe Walker în rolul de Gemma Johnson. Pe 11 octombrie 2018, a fost anunțat că Marilu Henner va apărea în rolul unui personaj invitat. Pe 11 decembrie 2018, a fost anunțat că Marla Gibbs va apărea în serial.

## Difuzare

### Marketing
Pe 16 mai 2018, CBS a lansat primul trailer oficial pentru serial. Pe 11 iulie 2018, a fost lansat un scurt video promo, prezentându-i pe Greenfield și Behrs în distribuție, cu imagini nou-filmate de la reînregistrarea episodului pilot. Două zile mai târziu, un nou trailer care îi include pe Greenfield și Behrs a fost lansat.

### Premieră
Pe 12 septembrie 2018, serialul a participat la cea de-a 12-a ediție a Anual PaleyFest Television Previews, unde s-a ecranizat începutul serialului și a avut loc o conversație cu membrii distribuției, printre care Cedric the Entertainer, Tichina Arnold, Max Greenfield și Beth Behrs.

## Recepție
Seria a primit un răspuns spre negativ de critici la premieră. Pe Rotten Tomatoes, serialul are o cotă de 24%, cu o medie de rating de 4.31 din 10, pe baza a 17 recenzii. Site-ul este critic consens spune, „în timp ce distribuția spectacolului are potențial, încercările nereușite de dialog culturale și slabe caracterizari au blocat creativitatea The Neighborhood”. Metacritic, care utilizează o medie ponderată, atribuie serialului un scor de 50 din 100 pe baza a 8 critici, indicând „recenzii mixte sau medii”.